# یانگ یانگ (بدمینتون‌باز)
یانگ یانگ (انگلیسی: Yang Yang؛ زادهٔ ۸ دسامبر ۱۹۶۳) بدمینتون‌باز اهل چین است. از افتخارات وی میتوان به کسب مدال طلا بدمینتون انفرادی مردان در بازی‌های المپیک تابستانی ۱۹۸۸ اشاره کرد.